# Danh sách xã thuộc tỉnh Điện Biên
Tính đến ngày 1 tháng 1 năm 2020, tỉnh Điện Biên có 129 đơn vị hành chính cấp xã, trong đó có 115 xã.
Dưới đây là danh các xã thuộc tỉnh Điện Biên hiện nay.
| Xã           | Trực thuộc              | Diện tích (km²) | Dân số (người) | Mật độ dân số (người/km²) | Thành lập |
| ------------ | ----------------------- | --------------- | -------------- | ------------------------- | --------- |
| Ẳng Cang     | Huyện Mường Ảng         |                 |                |                           |           |
| Ẳng Nưa      | Huyện Mường Ảng         |                 |                |                           |           |
| Ẳng Tở       | Huyện Mường Ảng         |                 |                |                           |           |
| Búng Lao     | Huyện Mường Ảng         |                 |                |                           |           |
| Chà Cang     | Huyện Nậm Pồ            |                 |                |                           |           |
| Chà Nưa      | Huyện Nậm Pồ            |                 |                |                           |           |
| Chà Tở       | Huyện Nậm Pồ            |                 |                |                           |           |
| Chiềng Đông  | Huyện Tuần Giáo         |                 |                |                           |           |
| Chiềng Sinh  | Huyện Tuần Giáo         |                 |                |                           |           |
| Chiềng Sơ    | Huyện Điện Biên Đông    |                 |                |                           |           |
| Chung Chải   | Huyện Mường Nhé         |                 |                |                           |           |
| Háng Lìa     | Huyện Điện Biên Đông    |                 |                |                           |           |
| Hẹ Muông     | Huyện Điện Biên         |                 |                |                           |           |
| Hua Thanh    | Huyện Điện Biên         |                 |                |                           |           |
| Huổi Lèng    | Huyện Mường Chà         |                 |                |                           |           |
| Huổi Lếch    | Huyện Mường Nhé         |                 |                |                           |           |
| Huổi Mí      | Huyện Mường Chà         |                 |                |                           |           |
| Huổi Só      | Huyện Tủa Chùa          |                 |                |                           |           |
| Hừa Ngài     | Huyện Mường Chà         |                 |                |                           |           |
| Keo Lôm      | Huyện Điện Biên Đông    |                 |                |                           |           |
| Lao Xả Phình | Huyện Tủa Chùa          |                 |                |                           |           |
| Lay Nưa      | Thị xã Mường Lay        | 61,68           |                |                           |           |
| Leng Su Sìn  | Huyện Mường Nhé         |                 |                |                           |           |
| Luân Giói    | Huyện Điện Biên Đông    |                 |                |                           |           |
| Ma Thì Hồ    | Huyện Mường Chà         |                 |                |                           |           |
| Mùn Chung    | Huyện Tuần Giáo         |                 |                |                           |           |
| Mường Báng   | Huyện Tủa Chùa          |                 |                |                           |           |
| Mường Đăng   | Huyện Mường Ảng         |                 |                |                           |           |
| Mường Đun    | Huyện Tủa Chùa          |                 |                |                           |           |
| Mường Khong  | Huyện Tuần Giáo         |                 |                |                           |           |
| Mường Lạn    | Huyện Mường Ảng         |                 |                |                           |           |
| Mường Lói    | Huyện Điện Biên         |                 |                |                           |           |
| Mường Luân   | Huyện Điện Biên Đông    |                 |                |                           |           |
| Mường Mùn    | Huyện Tuần Giáo         |                 |                |                           |           |
| Mường Mươn   | Huyện Mường Chà         |                 |                |                           |           |
| Mường Nhà    | Huyện Điện Biên         |                 |                |                           |           |
| Mường Nhé    | Huyện Mường Nhé         |                 |                |                           |           |
| Mường Phăng  | Thành phố Điện Biên Phủ | 34,74           |                |                           |           |
| Mường Pồn    | Huyện Điện Biên         |                 |                |                           |           |
| Mường Thín   | Huyện Tuần Giáo         |                 |                |                           |           |
| Mường Toong  | Huyện Mường Nhé         |                 |                |                           |           |
| Mường Tùng   | Huyện Mường Chà         |                 |                |                           |           |
| Nà Bủng      | Huyện Nậm Pồ            |                 |                |                           |           |
| Na Cô Sa     | Huyện Nậm Pồ            |                 |                |                           |           |
| Nà Hỳ        | Huyện Nậm Pồ            |                 |                |                           |           |
| Nà Khoa      | Huyện Nậm Pồ            |                 |                |                           |           |
| Nà Nhạn      | Thành phố Điện Biên Phủ | 75,99           |                |                           |           |
| Na Sang      | Huyện Mường Chà         |                 |                |                           |           |
| Nà Sáy       | Huyện Tuần Giáo         |                 |                |                           |           |
| Na Son       | Huyện Điện Biên Đông    |                 |                |                           |           |
| Nà Tấu       | Thành phố Điện Biên Phủ | 74,63           |                |                           |           |
| Nà Tòng      | Huyện Tuần Giáo         |                 |                |                           |           |
| Na Tông      | Huyện Điện Biên         |                 |                |                           |           |
| Na Ư         | Huyện Điện Biên         |                 |                |                           |           |
| Nặm Lịch     | Huyện Mường Ảng         |                 |                |                           |           |
| Nậm Chua     | Huyện Nậm Pồ            |                 |                |                           |           |
| Nậm Kè       | Huyện Mường Nhé         |                 |                |                           |           |
| Nậm Khăn     | Huyện Nậm Pồ            |                 |                |                           |           |
| Nậm Nèn      | Huyện Mường Chà         |                 |                |                           |           |
| Nậm Nhừ      | Huyện Nậm Pồ            |                 |                |                           |           |
| Nậm Tin      | Huyện Nậm Pồ            |                 |                |                           |           |
| Nậm Vì       | Huyện Mường Nhé         |                 |                |                           |           |
| Ngối Cáy     | Huyện Mường Ảng         |                 |                |                           |           |
| Nong U       | Huyện Điện Biên Đông    |                 |                |                           |           |
| Noong Hẹt    | Huyện Điện Biên         |                 |                |                           |           |
| Noong Luống  | Huyện Điện Biên         |                 |                |                           |           |
| Núa Ngam     | Huyện Điện Biên         |                 |                |                           |           |
| Pa Ham       | Huyện Mường Chà         |                 |                |                           |           |
| Pá Khoang    | Thành phố Điện Biên Phủ | 57,14           |                |                           |           |
| Pá Mỳ        | Huyện Mường Nhé         |                 |                |                           |           |
| Pa Tần       | Huyện Nậm Pồ            |                 |                |                           |           |
| Pa Thơm      | Huyện Điện Biên         |                 |                |                           |           |
| Phì Nhừ      | Huyện Điện Biên Đông    |                 |                |                           |           |
| Phìn Hồ      | Huyện Nậm Pồ            |                 |                |                           |           |
| Phình Giàng  | Huyện Điện Biên Đông    |                 |                |                           |           |
| Phình Sáng   | Huyện Tuần Giáo         |                 |                |                           |           |
| Phu Luông    | Huyện Điện Biên         |                 |                |                           |           |
| Pom Lót      | Huyện Điện Biên         |                 |                |                           |           |
| Pú Hồng      | Huyện Điện Biên Đông    |                 |                |                           |           |
| Pu Nhi       | Huyện Điện Biên Đông    |                 |                |                           |           |
| Pú Nhung     | Huyện Tuần Giáo         |                 |                |                           |           |
| Pú Xi        | Huyện Tuần Giáo         |                 |                |                           |           |
| Quài Cang    | Huyện Tuần Giáo         |                 |                |                           |           |
| Quài Nưa     | Huyện Tuần Giáo         |                 |                |                           |           |
| Quài Tở      | Huyện Tuần Giáo         |                 |                |                           |           |
| Quảng Lâm    | Huyện Mường Nhé         |                 |                |                           |           |
| Rạng Đông    | Huyện Tuần Giáo         |                 |                |                           |           |
| Sa Lông      | Huyện Mường Chà         |                 |                |                           |           |
| Sá Tổng      | Huyện Mường Chà         |                 |                |                           |           |
| Sam Mứn      | Huyện Điện Biên         |                 |                |                           |           |
| Sen Thượng   | Huyện Mường Nhé         |                 |                |                           |           |
| Si Pa Phìn   | Huyện Nậm Pồ            |                 |                |                           |           |
| Sín Chải     | Huyện Tủa Chùa          |                 |                |                           |           |
| Sín Thầu     | Huyện Mường Nhé         |                 |                |                           |           |
| Sính Phình   | Huyện Tủa Chùa          |                 |                |                           |           |
| Ta Ma        | Huyện Tuần Giáo         |                 |                |                           |           |
| Tả Phìn      | Huyện Tủa Chùa          |                 |                |                           |           |
| Tả Sìn Thàng | Huyện Tủa Chùa          |                 |                |                           |           |
| Tênh Phông   | Huyện Tuần Giáo         |                 |                |                           |           |
| Thanh An     | Huyện Điện Biên         |                 |                |                           |           |
| Thanh Chăn   | Huyện Điện Biên         |                 |                |                           |           |
| Thanh Hưng   | Huyện Điện Biên         |                 |                |                           |           |
| Thanh Luông  | Huyện Điện Biên         |                 |                |                           |           |
| Thanh Minh   | Thành phố Điện Biên Phủ | 40,34           |                |                           |           |
| Thanh Nưa    | Huyện Điện Biên         |                 |                |                           |           |
| Thanh Xương  | Huyện Điện Biên         |                 |                |                           |           |
| Thanh Yên    | Huyện Điện Biên         |                 |                |                           |           |
| Tìa Dình     | Huyện Điện Biên Đông    |                 |                |                           |           |
| Tỏa Tình     | Huyện Tuần Giáo         |                 |                |                           |           |
| Trung Thu    | Huyện Tủa Chùa          |                 |                |                           |           |
| Tủa Thàng    | Huyện Tủa Chùa          |                 |                |                           |           |
| Vàng Đán     | Huyện Nậm Pồ            |                 |                |                           |           |
| Xa Dung      | Huyện Điện Biên Đông    |                 |                |                           |           |
| Xá Nhè       | Huyện Tủa Chùa          |                 |                |                           |           |
| Xuân Lao     | Huyện Mường Ảng         |                 |                |                           |           |